# Morbihan
Morbihan je francouzský departement ležící v regionu Bretaň. Je pojmenován podle uzavřeného zálivu Morbihan, z bretonského Mor bihan, „malé moře“. Jeho rozloha je 6823 km². Žije v něm 737 778 obyvatel (2013). Hlavním městem je Vannes.

## Arrondissementy
- Lorient
- Pontivy
- Vannes

## Sousední departementy
| Růžice kompasu | Finistère | Côtes-d'Armor    |                 | Růžice kompasu |
| Růžice kompasu |           | Sever            | Ille-et-Vilaine | Růžice kompasu |
| Růžice kompasu | Morbihan  |                  | Ille-et-Vilaine | Růžice kompasu |
| Růžice kompasu | Jih       |                  | Ille-et-Vilaine | Růžice kompasu |
| Růžice kompasu |           | Loire-Atlantique |                 | Růžice kompasu |